# Helsinki-Tallinn-tunnelen
Helsinki-Tallinn-tunnelen er en foreslået jernbanetunnel mellem Estland og Finland. Tunnelen er planlagt til at forbinde Tallinn i Estland med Helsinki i Finland, hvilket vil muliggøre en direkte jernbaneforbindelse mellem de to hovedstæder uden en lang omvej omkring Rusland.
Udfordringen er, at den kortest mulige strækning er 50 km, hvilket vil gøre tunnelen til verdens længste undervandstunnel. Den vil tidligst kunne åbne i 2030 og koste €9–13 milliarder. EU har bevilget €3,1 millioner til gennemførelse af en forundersøgelse.